# Туземная полиция (Австралия)

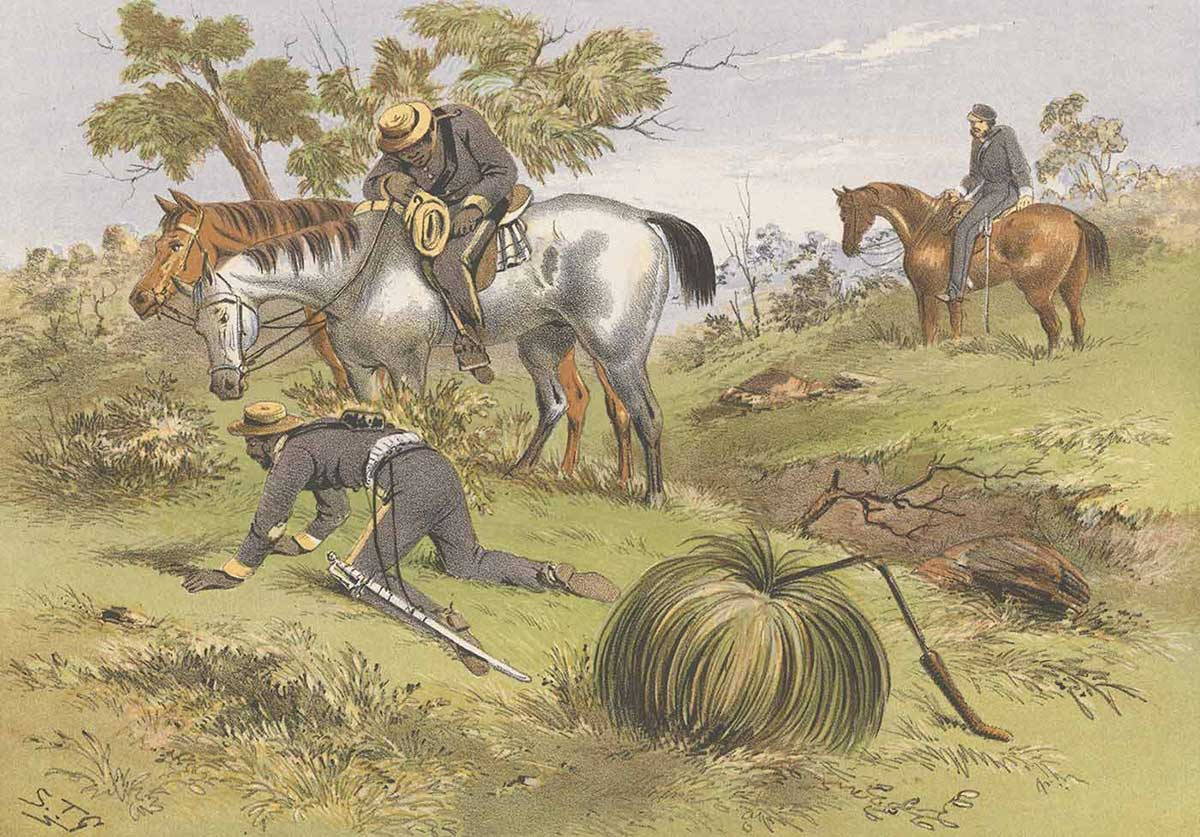
Австралийская туземная полиция, 1865 год. Картина Сэмюэла Томаса Гилла.

Австралийская туземная полиция (англ. Australian native police) — военизированные единицы, состоявшие из солдат — аборигенов под командованием обычно одного белого офицера. Существовали в нескольких австралийских колониях в XIX веке.
Среди этих формирований были действительно только две силы, финансируемые из бюджета, организованные и развёрнутые на границе правительством для долгосрочного использования. Первая из них создана в 1837 году в районе Порт -Филипп на территории австралийской колонии Новый Южный Уэльс (ныне Виктория), а вторая была развёрнута в северных районах Нового Южного Уэльса (позже колония Квинсленд) в 1848 году. Именно последняя, известная преимущественно просто как «Туземная полиция» (англ. Native Police Force) (иногда ещё называемая как «Туземная конная полиция» (англ. Native Mounted Police Force) в Квинсленде, была самой многочисленной, самой известной и мощной из всех. Она просуществовала с 1848 по 1900 годы.
Другие единицы туземной полиции, подобные формированиям из Нового Южного Уэльса, также иногда использовались и в колонии Южная Австралия, Западная Австралия и Северной Территории (тогда части колонии Южная Австралия), но, за небольшим исключением, они были неофициально организованы, часто по частной инициативе.